# Indischer Wasserstern
Der Indische Wasserstern (Hygrophila difformis) ist eine Pflanzenart aus der Gattung der Wasserfreunde (Hygrophila) innerhalb der Familie der Akanthusgewächse (Acanthaceae). Diese Sumpfpflanze spielt er eine Rolle in der Aquaristik. Nicht verwandt ist er mit der Gattung der Wassersterne (Callitriche) innerhalb der Familie der Wegerichgewächse (Plantaginaceae).

## Beschreibung

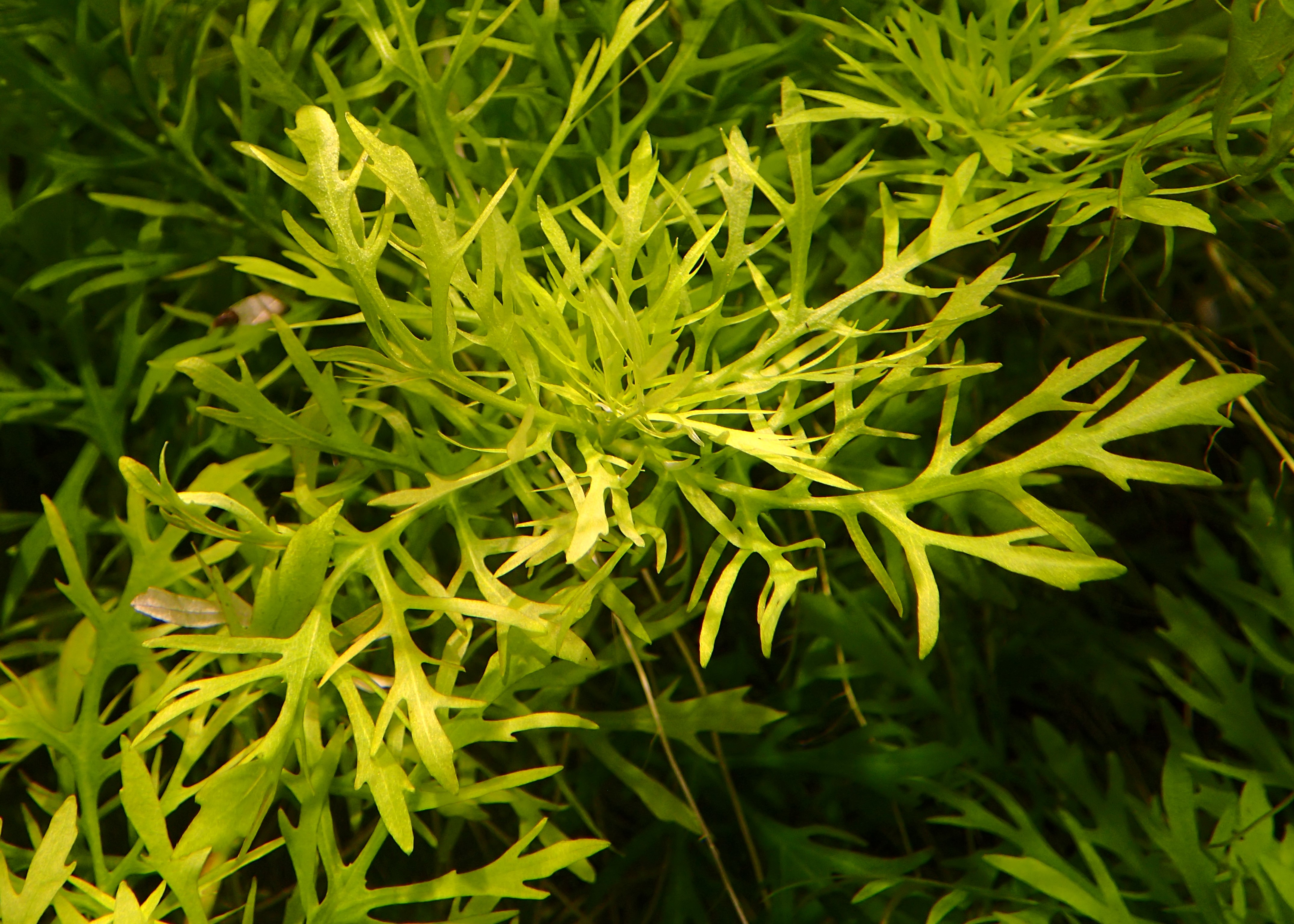
Habitus submers

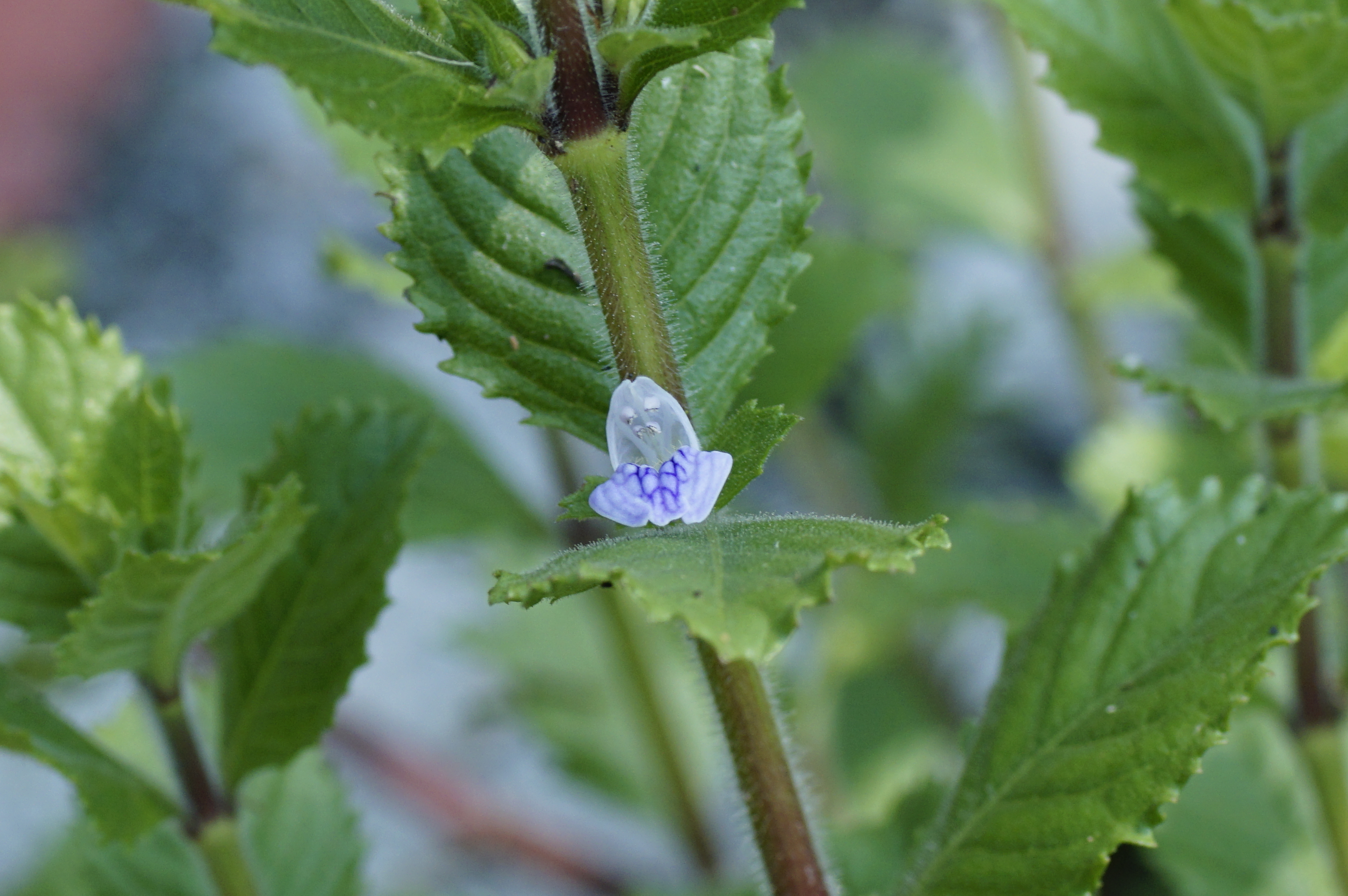
Emerses Pflanzenexemplar: Stängel mit gegenständigen Laubblättern und Blüten

### Vegetative Merkmale
Der Indische Wasserstern bildet hellgrüne, stark gefiederte Unterwasserblätter aus. Die bis zu 5 Millimeter starken Stängel sind behaart und von grüner oder rötlicher Farbe und können unter Wasser Längen von bis zu 50 Zentimetern erreichen. Die kreuzweise gegenständig angeordneten Laubblätter sind in Blattstiel und -spreite gegliedert. Der Blattstiel ist kurz. Die Blattspreite kann eine Länge bis zu 15 Zentimetern sowie eine Breite von 4,5 bis 6,5 Zentimetern aufweisen.

### Generative Merkmale
Er hat Blüten.

## Vorkommen und Gefährdung
Der Indische Wasserstern kommt in Sri Lanka, Indien, Nepal, Bhutan, Bangladesch, Myanmar, Thailand, auf der Malaiischen Halbinsel und im nordöstlichen Australien vor.
Der Indische Wasserstern wächst in ihrem Verbreitungsgebiet bevorzugt an sumpfigen Standorten.
Da Hygrophila difformis weit verbreitet ist und keinerlei Bedrohungen bekannt sind, stuft die IUCN diese Art als „Least Concern“ = „gering gefährdet“ ein.

## Taxonomie
Die Erstveröffentlichung erfolgte 1782 unter dem Namen (Basionym) Ruellia difformis durch Carl von Linné (Sohn) in Supplementum Plantarum, Seite 289. Die Neukombination zu Hygrophila difformis (L. f.) Blume wurde 1826 durch Carl Ludwig von Blume in Bijdragen tot de Flora van Nederlandsch Indie Band 14 Seite 804 veröffentlicht. Synonyme für Hygrophila difformis (L. f.) Blume sind: Adenosma uliginosa (L. f.) Nees, Hygrophila triflora (Roxb.) F.R.Fosberg & M.-H.Sachet, Cardanthera triflora (Roxb.) Buch.-Ham. ex Voigt, Ruellia triflora Roxb., Synnema triflora (Roxb.) Kuntze.

## Aquaristik
Unter Aquarianern zählt der Indische Wasserstern, auch Indischer Wasserwedel oder Wasserwistarie genannt, zu den empfehlenswertesten Aquarienpflanzen. Er hat den Vorteil, eine einfach zu pflegende und schnellwüchsige Pflanze zu sein. Die Vermehrung ist einfach. Sie kann durch Kopfstecklinge und die Auspflanzung von abgeschnittenen Seitentrieben erfolgen. Sie benötigt anders als der Indische Wasserfreund jedoch eine sehr gute Beleuchtung. Sie hat außerdem eine große Toleranz gegenüber dem pH-Wert des Wassers. Die optimale Wassertemperatur liegt zwischen 22 und 26 Grad Celsius.